# Carole Ashby
Carole Ashby (ur. 23 marca 1955 w Cannock) – brytyjska aktorka. Karierę rozpoczynała w roku 1971, grając epizodyczną rolę w filmie Sale of the Century. Zagrała również epizodyczną rolę w serialu Doktor Quinn. Występowała w roli Louise w serialu ’Allo ’Allo!, w którym występowała w czterech ostatnich seriach.

## Filmografia
- 1979–1994: Minder jako Imogen
- 1981-1991: Bergerac  jako Moira Montauban
- 1981:  Rydwany ognia  jako Linda Boyland
- 1982-1992: Zabójczy widok jako Gwiżdżąca dziewczyna
- 1991: Sprawy inspektora Morse’a jako Laura
- 1992: ’Allo ’Allo! jako Louise z partii komunistycznej
- 1997: Wściekłe serca jako recepcjonistka
- 1997: Doktor Quinn jako Carmen